# Јерн Уцон
Јерн Уцон (дан. Jørn Utzon; Копенхаген, 9. април 1918- Копенхаген, 29. новембар 2008) био је дански архитекта.
Године 1957. победио је на конкурсу за нову зграду опере у Сиднеју, Аустралија. Зграда је завршена тек 1973. године и једна је од најпрепознатљивијих зграда на свету.
Године 2003. добио је Прицеркову награду, највећу награду у свету архитектуре.